# Ferreiros (Póvoa de Lanhoso)
Ferreiros é uma povoação portuguesa sede da Freguesia de Ferreiros do Município de Póvoa de Lanhoso, freguesia com 4,88 km² de área e 410 habitantes (censo de 2021), tendo, por isso, uma densidade populacional de 84 hab./km².

## Demografia
A população registada nos censos foi:
| Distribuição da População por Grupos Etários | Distribuição da População por Grupos Etários | Distribuição da População por Grupos Etários | Distribuição da População por Grupos Etários | Distribuição da População por Grupos Etários |
| -------------------------------------------- | -------------------------------------------- | -------------------------------------------- | -------------------------------------------- | -------------------------------------------- |
| Ano                                          | 0-14 Anos                                    | 15-24 Anos                                   | 25-64 Anos                                   | > 65 Anos                                    |
| 2001                                         | 95                                           | 73                                           | 195                                          | 76                                           |
| 2011                                         | 70                                           | 56                                           | 220                                          | 70                                           |
| 2021                                         | 44                                           | 55                                           | 222                                          | 89                                           |